# Pałac w Izbicku
Pałac w Izbicku – zabytkowy pałac w miejscowości Izbicko.
Obiekt został wybudowany w XVI wieku. Pierwsze szkice pokazujące wygląd budynku są datowane na połowę XVIII w. Pałac był niszczony przez kilka pożarów. Pierwszy miał miejsce w roku 1748, gdy jego właścicielami była rodzina von Larisch. Następny wybuchł w 1812, a zginęły w nim 3 osoby. Odbudowany został w stylu klasycystycznym. W 1921 r. podczas trzeciego powstania śląskiego pałac został spalony i splądrowany. Tym razem odremontowano go w stylu normandzkim.
Po wojnie pałac (w latach 1952–1984) służył jako siedziba Państwowej Szkoły Gospodarstwa Wiejskiego (w latach pięćdziesiątych Technikum Rolniczego). W 1984 roku rozpoczęto remont pałacu. Przyniósł on jednak skutek odwrotny do zamierzonego – budynek utracił swoje zabytkowe wyposażenie. W roku 2003 został on odkupiony od Starostwa Powiatowego w Strzelcach Opolskich i przywrócony do dawnego wyglądu przez obecnego właściciela, którym jest Hubert Palm. Otworzył on na terenie budynku hotel. Znajduje się w nim też centrum biznesowe VIP-PALM, boisko i korty tenisowe. Pałac jest otoczony przez jedenastohektarowy park.
Najstarsze udokumentowane zdjęcie pałacu pochodzi z roku 1900.
W maju 2011 roku w pałacu miały miejsce obrady Grupy Wyszehradzkiej.

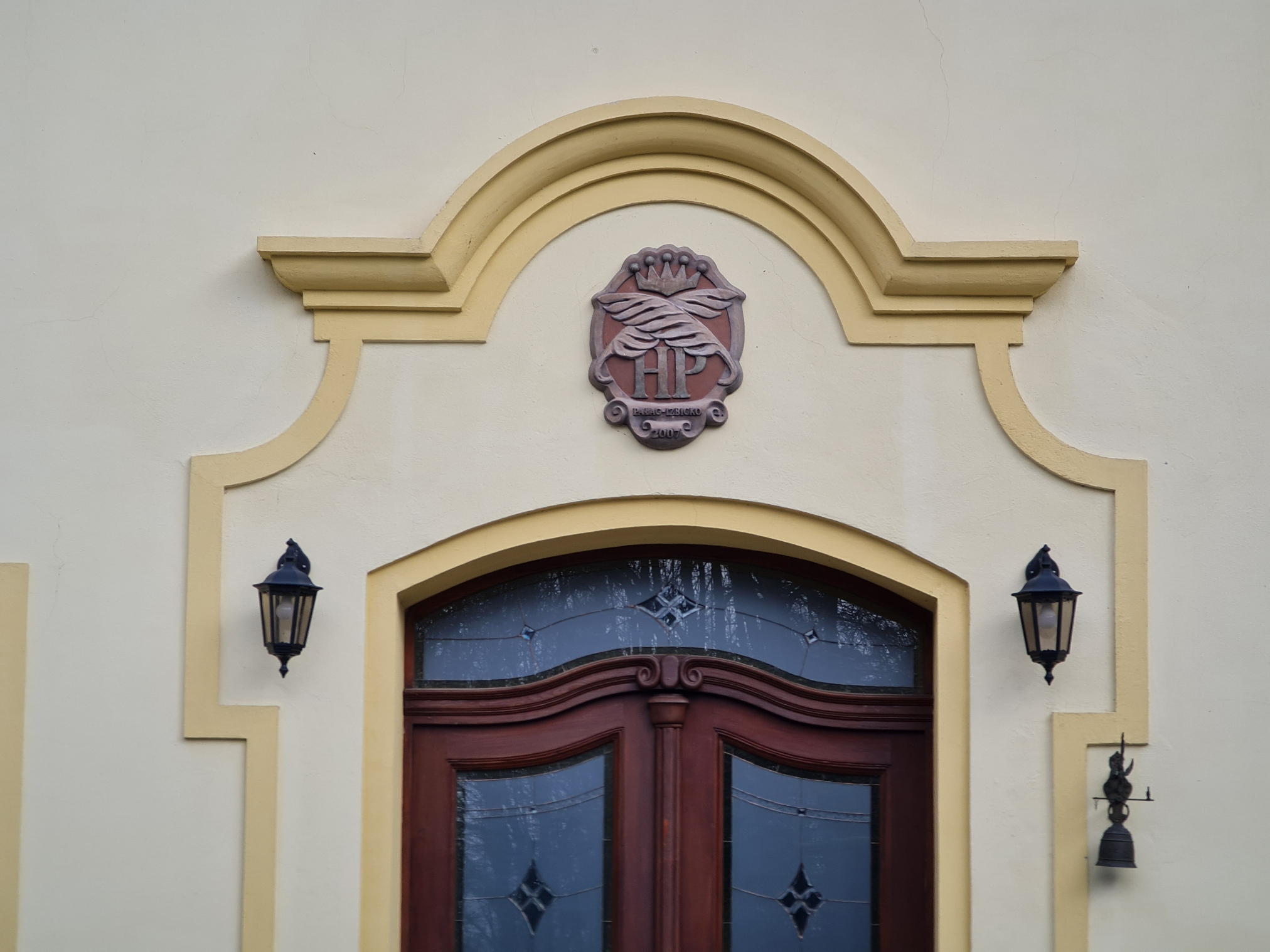
Portal z kartuszem, inicjałami HP
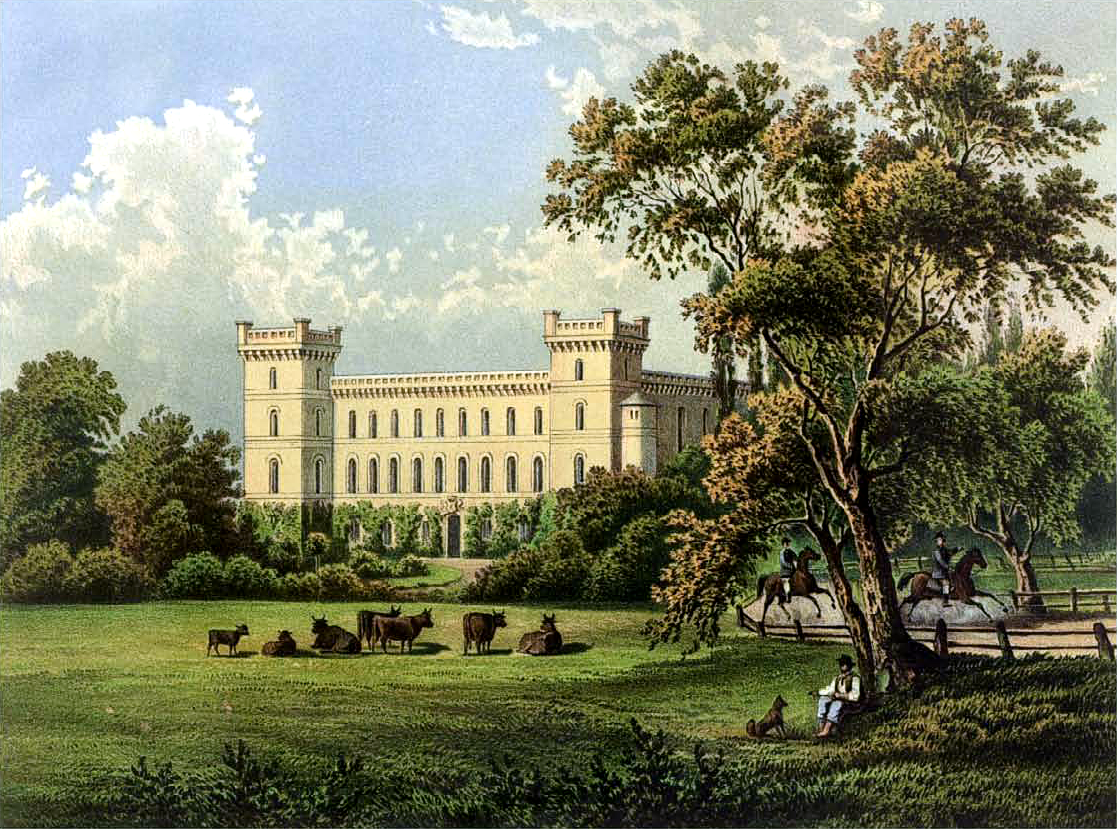
Pałac w Izbicku, druga poł. XIX w.
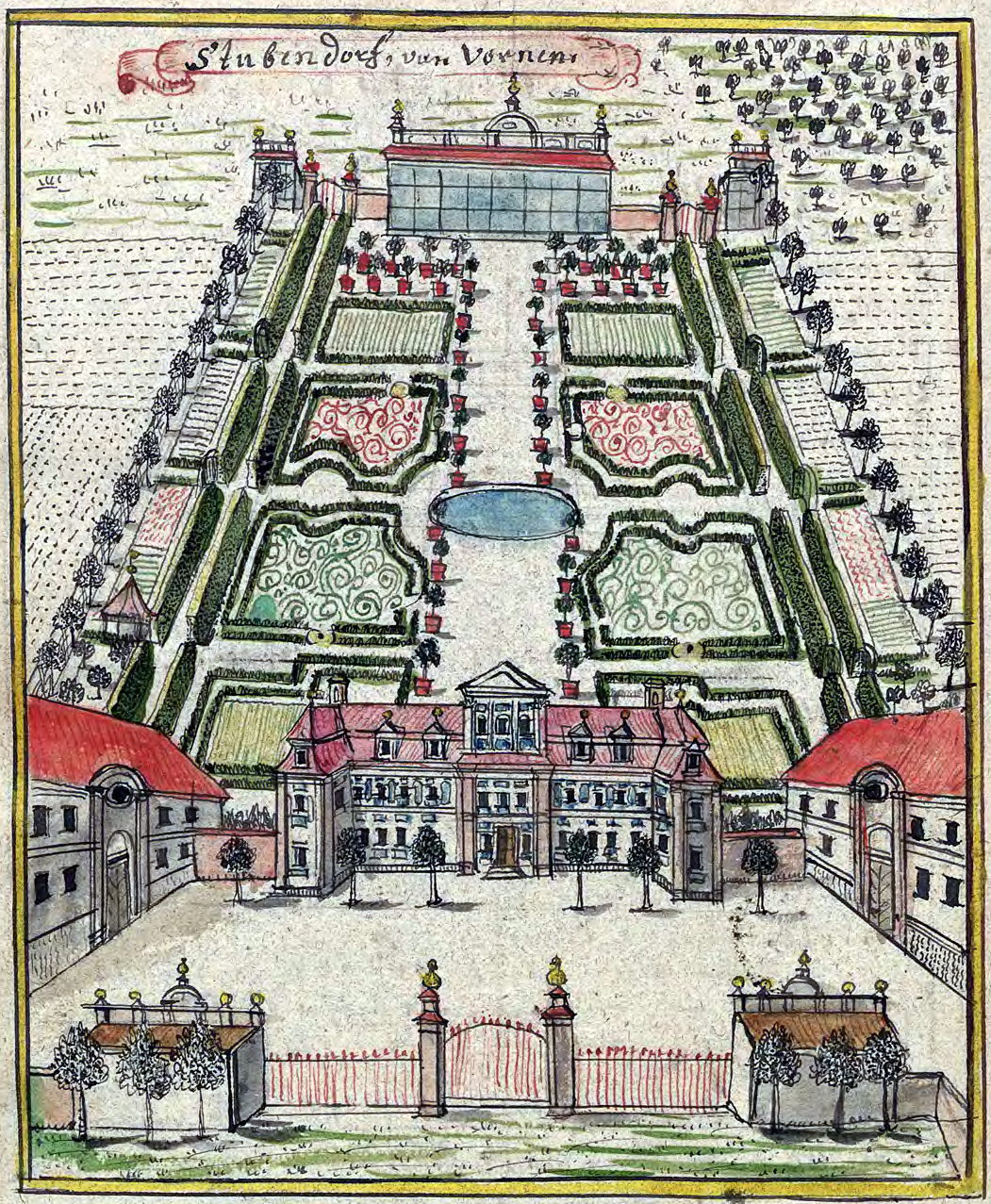
Pałac i park XVIII w.